# Andrena discors
Andrena discors är en biart som beskrevs av Wilhelm Ferdinand Erichson 1841. Andrena discors ingår i släktet sandbin, och familjen grävbin. Inga underarter finns listade i Catalogue of Life.